# Octavie l'Aînée
Pour les articles homonymes, voir Octavie.
Octavie l'Aînée (en latin Octavia Thurina Major ou simplement Octavia Major) était la fille du sénateur romain Caius Octavius et de sa première épouse, Ancharia. Elle était aussi la demi-sœur d’Octave, le futur empereur Auguste et d'Octavie la Jeune. On sait peu de chose sur elle, si ce n’est qu’elle vécut au Ier siècle av. J.-C. Plutarque déclare à son sujet, qu’elle était une admirable et belle femme.